# Eufrósine (siglo IX d. C.)
Eufrósine (nacida en 790 y muerta después del 836) fue una emperatriz bizantina, hija del emperador romano de Oriente Constantino VI y de su primera esposa, María de amnios. Se casó con Miguel II el Tartamudo, fundador de la Dinastía frigia. Fue la última representante de la Dinastía Isaurica.
Cuando Constantino VI se divorció de la madre de Eufrosina, las obligó a ambas a tomar los hábitos y fueron encarceladas en un convento. Miquel II el Tartamudo, cuando quedó viudo de su primera esposa Tecla, logró casarse con Eufrósine en 820, aunque ya hacía tiempo que era monja. Su matrimonio fue feliz y sirvió a Miguel II para reforzar su legitimidad al trono de Constantinopla.
Eufrosina estuvo cerca de su marido en el momento de su muerte, y fue ella quien cerró los ojos de Miguel II, cuando falleció de muerte natural el 2 de octubre del 829 a los cincuenta años. Miguel fue sucedido por su hijo Teófilo.
Teófilo, que era hijo de la primera esposa de Miguel II, no veía con buenos ojos su madrastra, a la que tampoco veían bien muchos miembros de la corte bizantina, que creían que la unión entre Miguel II y Eufrosina había sido un escándalo. Teófilo volvió a encerrar a Eufrósine en un convento. Parece que Eufrosina podría haber organizado el matrimonio entre Teófilo y Teodora, unión que contribuyó al fin de la iconoclastia. Eufrosina, durante una revuelta que estuvo a punto de estallar en Constantinopla contra el emperador ausente de la ciudad para una campaña militar contra los árabes, envió a avisar Teófilo sobre lo que pasaba. El emperador volvió a la capital y aplastó la rebelión.